# Dendrophylax
Dendrophylax es un género de orquídeas que comprende 17 especies originarias del Caribe tres en las Antillas Mayores (Cuba, Hispaniola y Jamaica) y una, Dendrophylax lindenii en Florida.

## Taxonomía
El género fue descrito por Heinrich Gustav Reichenbach y publicado en Annales Botanices Systematicae 6: 903. 1864.

## Especies deDendrophylax
- Dendrophylax alcoa
- Dendrophylax barrettiae
- Dendrophylax constanzensis
- Dendrophylax fawcetti
- Dendrophylax filiformis
- Dendrophylax flexuosus
- Dendrophylax funalis
- Dendrophylax gracilis
- Dendrophylax helorrhiza
- Dendrophylax hymenanthus
- Dendrophylax lindenii
- Dendrophylax macrocarpus
- Dendrophylax monteverdi
- Dendrophylax porrectus
- Dendrophylax sallei
- Dendrophylax serpentilingua
- Dendrophylax varius